# Pseudomussaenda stenocarpa
Pseudomussaenda stenocarpa là một loài thực vật có hoa trong họ Thiến thảo. Loài này được (Hiern) E.M.A.Petit miêu tả khoa học đầu tiên năm 1954.